# 2004 în cinematografie
- 2003 în cinematografie — 2004 în cinematografie — 2005 în cinematografie

## Premiere românești
- Camera ascunsă — Bogdan Dumitrescu
- Dulcea saună a morții — Andrei Blaier
- Lotus — Ioan Carmazan
- Magnatul — Șerban Marinescu
- Niki Ardelean, colonel în rezervă — Lucian Pintilie
- Orient Express — Sergiu Nicolaescu
- Raport despre starea națiunii — Ioan Carmazan
- Sindromul Timișoara - Manipularea — Marius Theodor Barna
- Visul lui Liviu - Corneliu Porumboiu
- Sex Traffic - David Yates
- Milionari de weekend - Cătălin Saizescu
- Italiencele - Napoleon Helmis
- Această poartă a creștinității - Ciobanu Boris
- Moștenirea lui Goldfaden - Radu Gabrea

## Filmele cu cele mai mari încasări
| #   | Titlu                                    | Studio                 | Încasări mondiale |
| --- | ---------------------------------------- | ---------------------- | ----------------- |
| 1.  | Shrek 2                                  | DreamWorks             | $919,838,758      |
| 2.  | Harry Potter and the Prisoner of Azkaban | Warner Bros.           | $795,634,069      |
| 3.  | Spider-Man 2                             | Columbia               | $783,766,341      |
| 4.  | The Incredibles                          | Disney / Pixar         | $631,442,092      |
| 5.  | The Passion of the Christ                | Icon / Newmarket       | $611,899,420      |
| 6.  | The Day After Tomorrow                   | Fox                    | $544,272,402      |
| 7.  | Meet the Fockers                         | Universal / DreamWorks | $516,642,939      |
| 8.  | Troy                                     | Warner Bros.           | $497,409,852      |
| 9.  | Shark Tale                               | DreamWorks             | $367,275,019      |
| 10. | Ocean's Twelve                           | Warner Bros.           | $362,744,280      |

## Premii

### Oscar
- Cel mai bun film: Stăpânul inelelor: Întoarcerea Regelui
- Cel mai bun regizor: Peter Jackson
- Cel mai bun actor: Sean Penn
- Cea mai bună actriță: Charlize Theron
- Cel mai bun film străin: Invaziile barbare

Articol detaliat: Oscar 2004

### César
- Cel mai bun film: Invaziile barbare
- Cel mai bun actor: Omar Sharif
- Cea mai bună actriță: Sylvie Testud
- Cel mai bun film străin: Mystic River

Articol detaliat: Césars 2004

### BAFTA
- Cel mai bun film: Stăpânul inelelor: Întoarcerea Regelui
- Cel mai bun actor: Bill Murray
- Cea mai bună actriță: Scarlett Johansson
- Cel mai bun film străin: In This World